# Seznam zápasů SK Slavia Praha 1896
V roce 1896 odehrála SK Slavia Praha 5 zápasů, z toho 3 značené jako "Národní zápasy mužstev kopaný míč cvičících", 1 jako Mistrovství Čech a 1 bez dochovaného označení. Celková bilance byla 2 výhry, 1 remíza a 2 porážky.

## Přehled zápasů
| 25. březen 1896 Národní zápasy mužstev kopaný míč cvičících |       |          |                                       |
| SK Slavia Praha                                             | 6 – 0 | AC Praha | Císařská louka, Praha rozhodčí: Cífka |
|                                                             |       |          | Císařská louka, Praha rozhodčí: Cífka |

| 29. březen 1896 Národní zápasy mužstev kopaný míč cvičících |       |                 |                                                                   |
| SK Slavia Praha                                             | 0 – 0 | AC Sparta Praha | Císařská louka, Praha diváci: 121 rozhodčí: Josef Rössler-Ořovský |
|                                                             |       |                 | Císařská louka, Praha diváci: 121 rozhodčí: Josef Rössler-Ořovský |

| 5. duben 1896 Národní zápasy mužstev kopaný míč cvičících |       |                 |                                         |
| ČFK Kickers Praha                                         | 2 – 1 | SK Slavia Praha | Císařská louka, Praha rozhodčí: A.Hojer |
|                                                           |       |                 | Císařská louka, Praha rozhodčí: A.Hojer |

| 14. květen 1896 neznámé označení zápasu |       |          |                       |
| SK Slavia Praha                         | 3 – 0 | AC Praha | Císařská louka, Praha |
|                                         |       |          | Císařská louka, Praha |

| 15. listopad 1896 Mistrovství Čech |       |                 |                       |
| DFC Prag                           | 4 – 2 | SK Slavia Praha | Císařská louka, Praha |
|                                    |       |                 | Císařská louka, Praha |

## Soupisky jednotlivých utkání

### Slavia - AC Praha
- SK Slavia: Semanský - Hlavnička, Strádal - Nedvěd, Benetka, Štěpán - Moučka, Zahrádka, Freja, Heuschneider, Pressler

Poznámka: První utkání SK Slavia Praha v historii. Znění soupisky se nedochovalo, vychází se z rekonstrukcí vzpomínek účastníků a z přihlédnutí k dalším zápasům

### Slavia - AC Sparta Praha
- SK Slavia: Semanský - Hlavnička, Strádal - Nedvěd, Benetka, Štěpán - Moučka, Zahrádka, Freja, Heuschneider, Pressler

Poznámka: Utkání hráno bez jakýchkoliv čar, branková konstrukce byla poskládána ze zapůjčených tyčí, vytyčeny byly jen rohové praporky. Platila dohoda, že branka bude uznána, pokud se na její regulérnosti domluví kapitáni obou mužstev s rozhodčím. Vstřeleného gólu Sparta docílila, po utkání ji však sudí Rössler-Ořovský odvolal pro její neregulérnost a utkání tak oficiálně skončilo bezbrankovou remízou.

### ČFK Kickers - Slavia
- SK Slavia: Semanský - Hlavnička, Strádal - Nedvěd, Benetka, Štěpán - Moučka, Zahrádka, Freja, Heuschneider, Pressler

Poznámka: Domácí podržel především brankář Vítězslav Ženíšek. Slavia dosáhla dvou branek, jedna jí však pro ofsajd nebyla uznána.

### Slavia - AC Praha
Soupisky mužstev z tohoto utkání nejsou známy.

### DFC Praha - Slavia
Soupisky mužstev z tohoto utkání nejsou známy. Jednalo se o první utkání soutěže zvané Mistrovství Čech. Slavia do druhého zápasu měla nastoupit proti Spartě. Před zápasem vkročily na hřiště osoby v černých kabátech. Ukázalo se, že se jedná o profesory škol, na které docházeli někteří z hráčů Slavie. Profesoři hráče odvedli, utkání se nehrálo. Hráči a příznivci Slavie na základě této situace měli za to, že profesorům informaci o tom, že jejich studenti nepovoleně hrají fotbal, donesl někdo z příznivců Sparty. Díky tomu slávisté přerušili se Spartou kontakty a další vzájemné utkání se odehrálo až o 11 let později.